# ジャック・ラフミロヴィチ
ジャック・ラフミロヴィチ（Jacques Rachmilovich, 1895年10月8日 - 1956年8月7日）は、ロシア出身の指揮者。
オデッサ（現ウクライナ）の生まれ。
サンクトペテルブルク音楽院でピアノを学び、1914年からピアニストとして活動した。1925年にアメリカ合衆国に移住し、ロサンゼルスのガソリン・スタンドで働きながらハリウッドのミュージシャンと共に演奏活動に従事した。1945年にサンタモニカ交響楽団を創設して1948年まで初代指揮者を務め、このオーケストラの基礎を固めた。以後フリーの立場で客演指揮をこなしたが、演奏旅行でイタリアに向かう途中で亡くなった。

## 註
1. ↑  smsymphony.org

| スタブアイコン | サブスタブ | この項目は、まだ閲覧者の調べものの参照としては役立たない、音楽関係者（バンド等）に関連した書きかけの項目です。この項目を加筆・訂正などしてくださる協力者を求めています（P:音楽/PJ:芸能人）。 |